# Targasonne

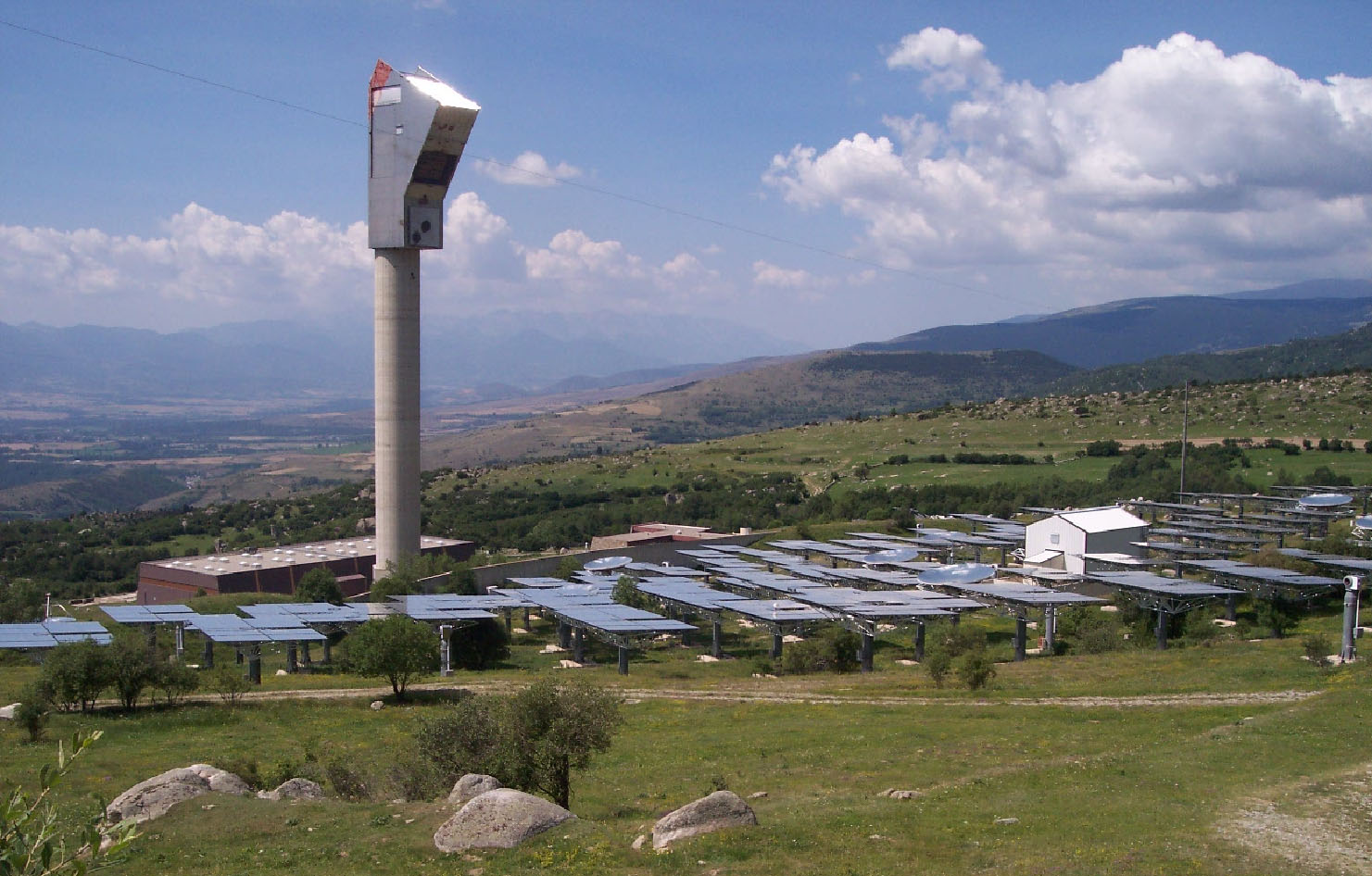
Nhà máy điện mặt trời Themis.

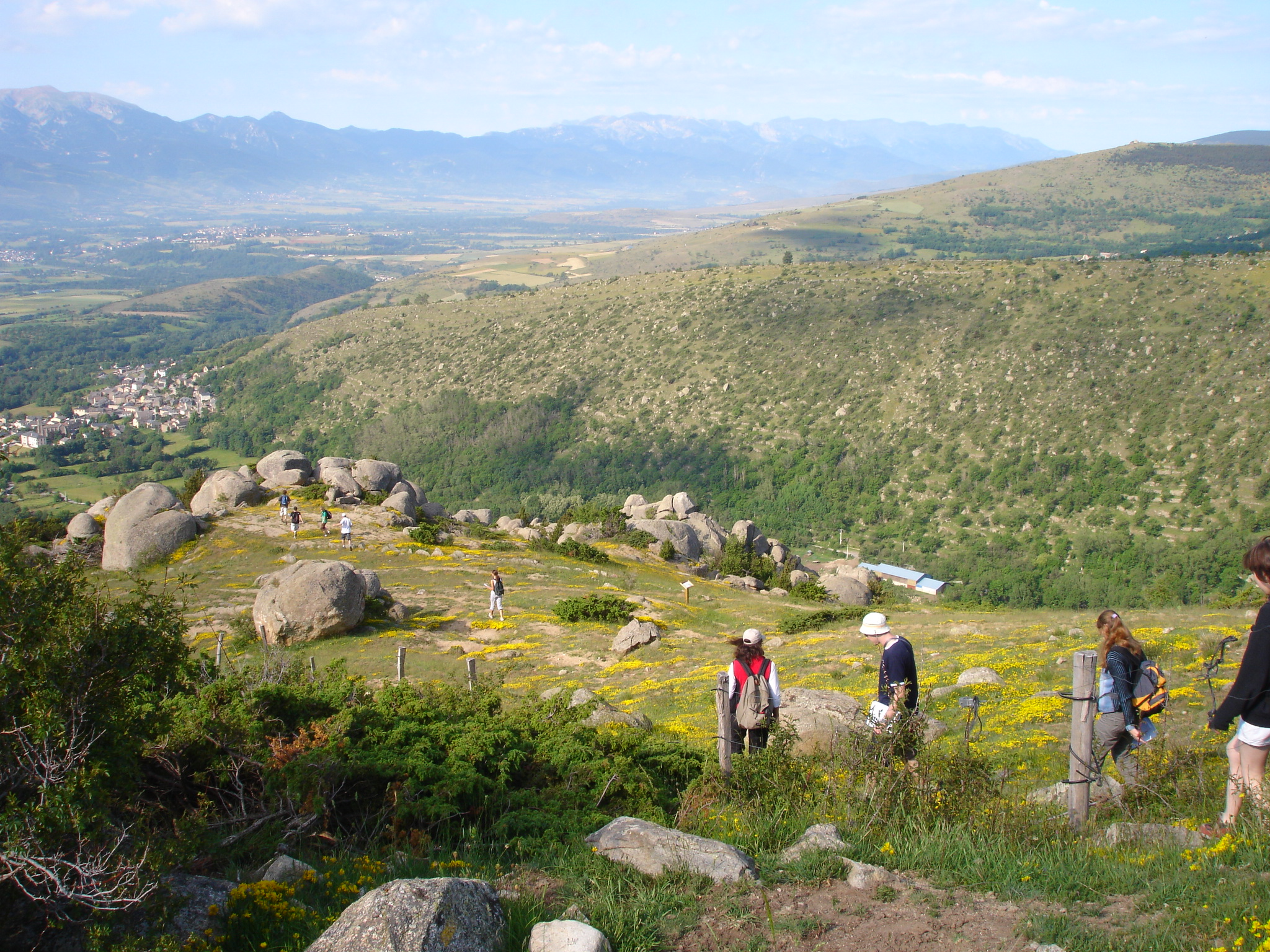
Hiking Trail gần Targasonne

Targasonne (cũng viết Targassonne; trong tiếng Catalan Targasona) là một xã trong tỉnh Pyrénées-Orientales, vùng Occitanie phía nam nước Pháp. Xã Targasonne nằm ở khu vực có độ cao từ 139-390 mét trên mực nước biển.
Thị trấn này cách Sân bay Barcelona 150 km.